# إيفان ديمتريف
إيفان إيفانوفيتش ديمتريف (21 سبتمبر 1761 - 15 أكتوبر 1837) (الروسية: Ива́н Ива́нович Дми́триев) هو كاتب وشاعر روسي وشخصيَّة مهمة في الحركة العاطفيَّة في الأدب الروسي. ولِدَ إيفان في سنة 1761 في مدينة أوليانوفسك في أسرة ميسورة الحال، واضطرَّت عائلته إلى مغادرة أوليانوفسك إلى سانت بطرسبورغ عقب نشوب تمرِّدٍ قاده إميليان بوغاتشيف، وفي سانت بطرسبورغ تلقَّى إيفان تعليمه، وعمل بعد تخرُّجه في الخدمة العسكرية. تدرَّج ديمتريف في مرتبته، واستقال من الجيش وهو برتبة كولونيل عندما تولَّى القيصر بافل الأول الحكم، وفي عام 1810 عُيِّن ديمتريف وزيراً للعدل في حكومة القيصر ألكسندر الأول، غير أنَّه تقاعد في عام 1814، ولم يشغل أي منصبٍ آخر حتى وفاته بعد عشرين عاماً، وتفرَّغ في خلال هذه المدة للإنتاج الأدبي. نظم ديمتريف الشعر، وكتب قصصاً خيالية، واشتهرت قصائده الغنائيَّة من بين أعماله، وعلى وجه الخصوص ملحمته الدرامية حول يرماك القائد القوزاقي الذي غزا سيبيريا. نُشِرَت أعماله كاملة في ثلاث مجلدات في سانت بطرسبورغ في عام 1823، وكتب ترجمة ذاتية في آخر حياته نُشِرَت في موسكو في عام 1866. تُوفِّي إيفان ديمتريف في عام 1837.

## روابط خارجية
- إيفان ديمتريف على موقع ميوزك برينز (الإنجليزية)